# The Burning Season
The Burning Season prvi je EP irskog black/folk metal sastava Primordial. Diskografska kuća Hammerheart Records objavila ga je 4. listopada 1999. godine. Naslovna skladba pojavila se na naknadnom uratku, Spirit the Earth Aflameu, no u drugačijoj inačici.

## Popis pjesama
| 1.    | »The Calling«                     | 4:57 |
| 2.    | »Among the Lazarae«               | 7:54 |
| 3.    | »The Burning Season«              | 8:47 |
| 4.    | »And the Sun Set on Life Forever« | 9:19 |
| 30:57 |                                   |      |

## Zasluge
Primordial
- A. A. Nemtheanga – vokali, umjetnički direktor
- C. MacUlliam – gitara
- P. Mac Amlaidh – bas-gitara
- S. O. Laoghaire – bubnjevi, udaraljke

Ostalo osoblje
- Stephen O'Malley – naslovnica
- Dennis Buckley – pomoćni tonac
- Mags – produkcija, tonska obrada